# Lamparero (religión)
Se llama lamparero a un oficial de la iglesia ortodoxa. 
El lamparero se ocupaba de elevar delante del emperador cuando salía de procesión una palmatoria con dos círculos de oro en forma de corona y delante de la emperatriz, otro con uno para dar a entender que tenían que ser la luz de sus vasallos. También llevaba otra delante del patriarca y cuidaba de las luces de la iglesia. 
El mismo nombre se ha dado posteriormente al que cuida de las lámparas en alguna iglesia o de las luces o faroles de una casa o comunidad. 